# Sohnsia
Sohnsia is een geslacht uit de grassenfamilie (Poaceae). De enige soort komt voor in Noord-Amerika.

## Soorten
De Catalogue of New World Grasses [14 april 2010] erkent de volgende soort:
- Sohnsia filifolia